# Richard Garzarolli
Richard Garzarolli, né le 15 décembre 1945 à Vevey, est un écrivain, critique littéraire et journaliste vaudois.

## Biographie
Durant de nombreuses années, Richard Garzarolli travaille comme critique littéraire à la Tribune de Lausanne et dirige les collections aux éditions de L'Âge d'Homme Jeunes écrivains et Métropolis. Il s'occupe également de la Revue Belles Lettres à Genève.
L'œuvre littéraire de Richard Garzarolli se compose presque exclusivement de romans : Le grand nocturne (1967), Les brigands du Jorat (1968), Mémoire d'un carnassier (1980). Il est également l'auteur d'une nouvelle L'ouverture de l'usine (1982). Il connaît un certain succès avec son roman le plus controversé : Belmont-sur-mer (1986).
À partir de cette date, il ne publie plus rien. De 1981 à 1984, il crée et anime la revue Repères, puis s'établit à Paris.

## Sources
- « Richard Garzarolli », sur la base de données des personnalités vaudoises sur la plateforme « Patrinum » de la Bibliothèque cantonale et universitaire de Lausanne.
- Roger Francillon, Histoire de la littérature en Suisse romande, vol. 4, p. 442.
- Alain Nicollier, Henri-Charles Dahlem, Dictionnaire des écrivains suisses d'expression française, vol. 1, p. 748-751.
- Henri-Charles Dahlem, Sur les pas d'un lecteur heureux : guide littéraire de la Suisse, p. 224. [mhg/2003/02/20]
- Richard Garzarolli
- A D S - Autorinnen und Autoren der Schweiz - Autrices et Auteurs de Suisse - Autrici ed Autori della Svizzera
- Swiss-French studies: Études romandes, Volumes 4 à 5, ed. Acadia University by Lancelot Press, 1983.